# Onosma farreri
Onosma farreri är en strävbladig växtart som beskrevs av Ivan Murray Johnston. Onosma farreri ingår i släktet Onosma och familjen strävbladiga växter. Inga underarter finns listade i Catalogue of Life.